# プブリウス・コルネリウス・アルウィナ
プブリウス・コルネリウス・アルウィナ（ラテン語: Publius Cornelius Arvina, 生没年不詳）は共和政ローマのパトリキ出身の政治家・軍人。生涯に2度執政官（コンスル）を務めた。

## 経歴
紀元前306年、執政官に選出されると、サムニウム人と戦いカラティアとソーラを陥落させた。
紀元前294年、紀元前310年の執政官ガイウス・マルキウス・ルティルス・ケンソリヌスと共にケンソルに就任し、戸口調査を行った。ローマの人口は262,321人であった。リウィウスによると、彼らは26組目のケンソルであるという。
紀元前288年には二度目のコンスルを前回と同じクィントゥス・マルキウス・トレムルスとのコンビで務めている。